# Arxiu Municipal de Sueca
L'Arxiu Municipal de Sueca (A.M.S.) és un arxiu que depèn institucionalment de l'Ajuntament de Sueca. És l'encarregat de reunir, organitzar, conservar i difondre la documentació produïda i rebuda pel consistori en l'exercici de les seues funcions des de la seua creació.

## Història

### Orígens
La història de l'Arxiu Municipal és inseparable de la de l'administració local del municipi, i tan antiga com aquest, ja que els pergamins més antics que es conserven són del segle xiii i estableixen el repartiment de terres que va suposar la formació i consolidació del municipi suecà iniciat poc després de la reconquesta i consegüent repoblació cristiana del territori valencià. Serà ja a finals d'aquest mateix segle xiii quan a la documentació local es parle d'un Justícia i uns Jurats propis, independents dels de Cullera, ciutat de la que va dependre administrativament en un primer moment.
Primer el Consell i després, a partir dels Decrets de Nova Planta, l'Ajuntament, conservaren en unes dependències annexes a la Cort o Escrivania de la Cort local, l'arxiu o documentació emanada per aquestos organismes. Aquestos fons arxivístics, que han arribat gairebé intactes fins a l'actualitat, formen el conjunt de l'Arxiu Municipal de Sueca.
Al contrari que en altres pobles del País Valencià l'arxiu de Sueca s'ha mantingut quasi intacte des dels orígens, mentre molts altres han vist minvar el seu patrimoni arxivístic a causa d'incendis, inundacions i sobretot de les distintes guerres que han assolat la regió.
Les Guerres Carlines del segle xix afectaren també a la Ribera Baixa: una partida de carlins ocupà Sueca en 1873 i feu explotar una bomba a la porta de la Casa de la Vila, sense que arribara, però, a afectar l'arxiu. I la darrera Guerra Civil, que va causar la desaparició de la majoria dels arxius municipals del País Valencià, registrà a Sueca només una destrucció, la de part de l'arxiu parroquial de l'Església de Sant Pere Apòstol.
Aquesta supervivència del patrimoni arxivístic local a pesar de les distintes guerres i destruccions, i el desenvolupament, ja des de principis del segle xix, de la historiografia local expliquen la bona conservació del fons arxivístic suecà i la seua majoritària catalogació.
Però tot i conservar documentació des del segle xiii a Sueca no s'ha trobat entre els documents més antics referència a cap sala especial habilitada amb funcions d'arxiu ni tampoc a una ordenació sistemàtica que permetera la fàcil consulta dels fons. És per això, també, que no hi apareix en cap moment la denominació d'arxiu fins a mitjans del segle xviii.

### Seglexviii
El segle xviii serà el dels inicis de l'ordenació de l'Arxiu Municipal de Sueca, i marcarà la pauta per als segles posteriors.
La primera dada referent a l'arxiu és de 1751, quan unes disposicions del secretari d'Estat José de Carvajal y Lancáster, de 28 de maig de 1751, seguint una ordre de Ferran VI de 9 de novembre de 1750, ordenaven l'estructuració i catalogació dels diferents arxius del regne.
L'oïdor de la Real Audiència de València, Miquel Eugeni Muñoz, escriu el 8 de juny de 1751 a tots els corregidors del Regne de València perquè executen les disposicions ministerials. El corregidor d'Alzira, Miquel de Losada, dins la demarcació del qual estava Sueca, ho trameté per carta el 16 de juny a Sueca i cinc dies després el Consell municipal debat aquesta ordre del corregidor d'Alzira i acorda el següent:
“...en orden a la composición y arreglo de los papeles y libros del archivo de ella [Sueca], hallándose este sin arreglo alguno […] se valgan de aquellas personas que tengan inteligencia en letras antiguas y demás que necesiten para enquadernar y coser lo que se nezesitase. Y assí mismo, se haga un quarto para Archivo, con los estantes correspondientes para el arreglo y custodia de los papeles, sobre la sala del Ayuntamiento o donde parezca estar más conveniente, satisfaciéndose todo quanto en dicho arreglo de papeles y composición de dicho archivo se considerase útil y nezesario por el depositario de propios, cobrando éste las cautelas nezesarias.”
És a dir, de l'acord es desprèn que fins a aquest moment ni hi havia sala pròpia per a l'Arxiu ni els documents estaven organitzats.

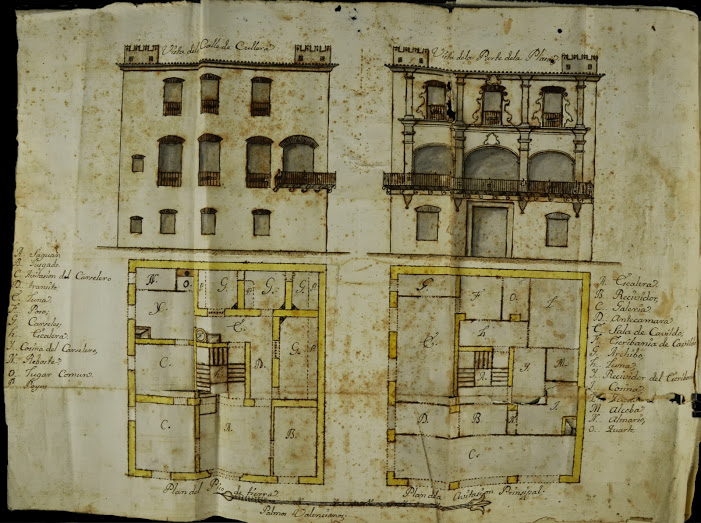
Plànol de l'Ajuntament de Sueca realitzat per Vicent Gascó en 1756 i conservat a l'Arxiu Municipal amb signatura URB-3/1

En 1756, cinc anys després d'aquest acord municipal sobre l'acondicionament d'una sala especial que allotjara l'arxiu, l'arquitecte Vicent Gascó presentava un projecte per a l'edificació d'un nou ajuntament que ocupara la mateixa planta que l'anterior. En el plànol, es reservava una cambra del primer pis o "Avitasión Prinsipal" per a arxiu, concretament la indicada amb la lletra "G Archibo" al plànol. Es trobava al fons de la planta, junt a la "Sala de Cavildo", a través de la qual s'hi accedia. Es tractaria d'una habitació petita, de quatre metres i mig de llarg per un i mig d'ample, amb comunicació amb l'exterior per una finestreta que donava al carrer Cullera. El terra de l'arxiu, igual que el de la cuina, es faria amb rajoletes d'Oliva o de Montcada.
Tanmateix, l'esmentat projecte mai no arribaria a materialitzar-se, i el cert és que en 1784 es construïa el nou i definitiu edifici municipal que ha arribat fins als nostres dies, però en el solar d'enfront d'on Vicent Gascó el va projectar en un primer moment. La distribució de les plantes i de la façana diferia bastant a la projectada per Gascó en 1756. Encara diferia més, però, l'espai destinat a l'arxiu. En el nou edifici, l'arxiu ocuparia tota la segona planta de l'edifici, a més d'una cambra o sostret on s'acumularia el material divers custodiat per l'Ajuntament: catifes, estendards, ciris, làmpades, etc.

### Seglexix
Els diversos plets de l'Ajuntament contra l'Orde de Montesa i, sobretot, l'abolició dels Senyorius que dona peu al Plet d'Incorporació de Sueca a la Hisenda Pública en contra dels interessos de Carlota Godoy, segona Duquesa de Sueca, fan que l'Ajuntament contracte a l'advocat i arxiver Pere Blasco. Però no seria Blasco, sino Bartomeu Ribelles, frare dominicà i cronista de la ciutat i regne de València, qui enllestiria el primer treball seriós d'ordenació i catalogació de l'Arxiu de Sueca.
El treball de Ribelles, acabat en 1814, consta de tres volums. Si bé el primer volum, Examen histórico-crítico del señorío, jurisdicción y derecho a reducirse a la Real Corona, de la insigne villa de Sueca, constitueix un treball d'investigació històrica, on acompleix la tasca encomanada per l'Ajuntament liberal, els altres dos volums Colección diplomática de los documentos a que se refiere el examen histórico-crítico del señorío, jurisdicción y derecho a reducirse a la Real Corona de la insigne villa de Sueca i Extracto chronológico de los privilegios, escrituras, testimonios, procesos y otros documentos escritos en pergamino y en papel sellado y común, existentes en el archivo de la villa de Sueca, en el año 1814 constitueixen el primer intent conegut d'ordenació i catalogació de l'arxiu municipal. Efectivament el segon volum transcriu la gran majoria dels pergamins del fons local que prèviament havia numerat, ordenant-los cronològicament. I el tercer volum és una regesta d'altres documents, en pergamí o paper, de l'arxiu municipal.
El segle xix va ser cabdal en l'organització i configuració de l'arxiu, ja que en les Actes Capitulars trobem nombrosos acords referents a obres de millora, dotació de mobiliari i material, etc. Ja a principis de segle, en juliol de 1801, en detectar-se la desaparició d'alguns papers de l'arxiu el ple municipal acorda tancar la porta de l'arxiu i de l'armari dels documents de la Sala Capitular amb tres claus, una la guardarà l'Alcalde, l'altra el Regidor Degà i la tercera l'Escrivà.

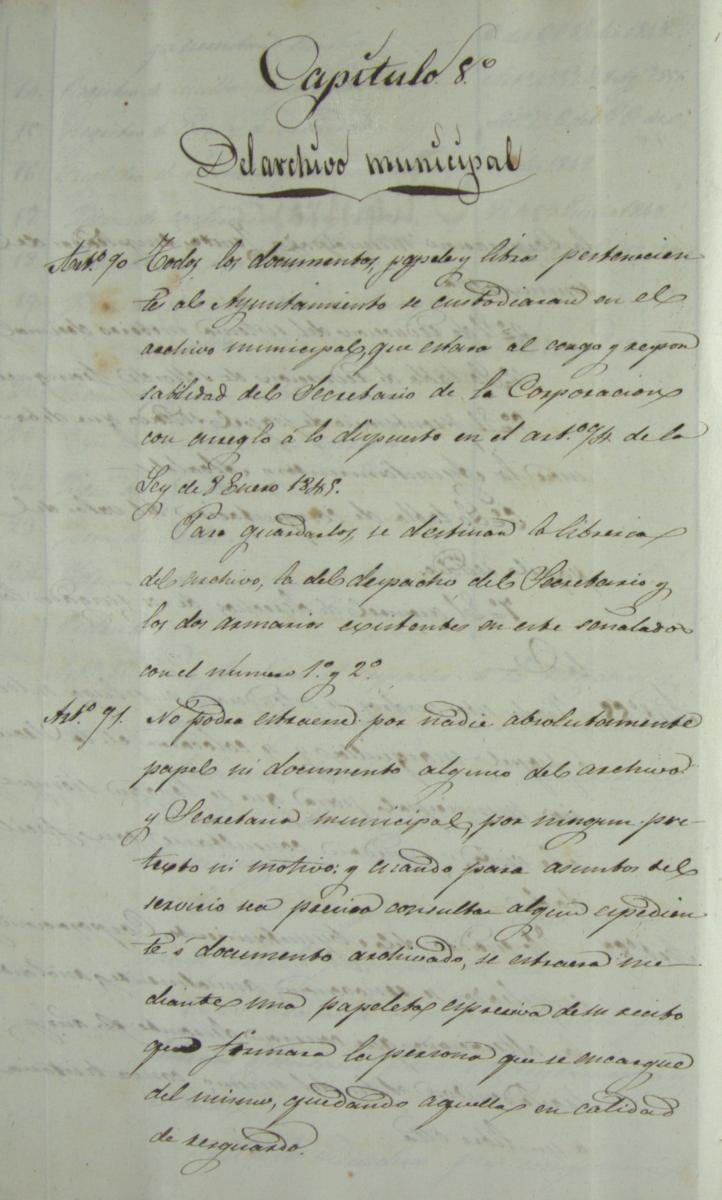
Començament del Capítol 8é, "De l'Arxiu Municipal", del Reglament de la Secretaria de l'Ajuntament de Sueca de 1859. Signatura EST-9/3

Al llarg del segle xix cal destacar també la figura del secretari de la corporació Bernardo Ramón Collantes, que va ser un dels autors de l'opuscle Esposición del Ayuntamiento de Sueca a las Cortes Constituyentes, pidiendo aclaración de las leyes vigentes sobre señorios qui a causa de les contínues consultes que feia de documentació en la seua lluita antifeudal va impulsar que s'elaboraren unes normes per a ordenar i confeccionar un inventari de l'Arxiu.
Va ser tan important la relació entre el secretari Bernardo Ramon i l'Arxiu, i el coneixement que aquest devia tindre del seu funcionament i contingut, que en 1873, quan ja havia deixat de ser secretari de l'Ajuntament, la corporació municipal el va contractar perquè fora ell mateix qui fera un inventari de tota la documentació de l'Arxiu.
El reglament de la Secretaria de l'Ajuntament de 1859 és el primer reglament municipal en dedicar un capítol complet, el 8é, a l'Arxiu Municipal.
A les Actes Capitulars de 1867 també hi ha diversos acords relatius a l'Arxiu. En la sessió del 6 de febrer de 1867 es dona compte al Ple d'una comunicació del Governador Civil de la província on es tramet un informe de l'arquitecte provincial que modifica les reformes que s'havien projectat a l'Arxiu. En la sessió del 9 de febrer de 1867 es diu que el projecte pretén l'aïllament de l'arxiu respecte a altres dependències municipals i en la del 30 de març de 1867 es decideix inventariar el patrimoni cultural dipositat a l'Ajuntament començant pels llibres impressos, però un any després, l'11 de novembre de 1868, el nou ajuntament sorgit de La Gloriosa s'ocupa també del material estrictament arxivístic i adquireix noves prestatgeries per a l'Arxiu, que s'utilitzaren fins a l'any 1993, quan tot el fons històric municipal es va traslladar a les noves dependències arxivístiques de l'edifici dels Porxets.

### Segle XX
No hi ha constància de quan començaria a existir el càrrec de funcionari d'arxiu, encara que als llibres de comptabilitat municipal des de principis del segle XX hi ha sempre en nòmina un funcionari encarregat de l'arxiu; però moltes voltes ni tan sols apareix el seu nom. En 1924 era arxiver Julián Granell Lledó, i a partir de 1931 i fins a 1939, exercí el càrrec Salvador Uriel. La tasca de l'arxiver no era tant la catalogació i conservació del fons històric com la d'arxivar la documentació que es creava cada any i subministrar-la posteriorment als distints negociats quan la requeriren. De desembre de 1930 data un inventari, del qual no se sap l'autor, que podria ser de Granell o d'Uriel.
La fi de la guerra i la instauració del nou règim polític, significà una caiguda i un abandonament quasi total de l'arxiu, amb alguna excepció com l'elaboració d'un inventari en 1945.
Aquesta decadència durarà fins a la transició democràtica de finals dels anys 70 quan un petit grup d'historiadors i universitaris locals iniciaren les tasques d'acondicionament, reforma i ordenació de l'Arxiu Municipal. Entre ells destaquen Antoni Furió Diego i Josepa Cortés Escrivà, ambdós actualment professors d'història medieval a la Universitat de València, que enllestiren els primers treballs rigorosos d'inventari, ordenació i catalogació de l'Arxiu en dècades i que són els fonaments de l'actual Arxiu Històric Municipal.

## Publicacions
El grup d'universitaris i estudiosos sorgit a finals de la dècada de 1970 i que impulsà la recuperació de l'Arxiu, va impulsar també la creació, en 1979, de la revista Manoll : Qüaderns d'historia i cultura [sic], que només va tindre un únic número.
L'any següent —coincidint amb la I Assemblea d'Història de la Ribera, que es va celebrar a Sueca també impulsada per aquest grup i que continua celebrant-se en l'actualitat amb alternància de l'organització entre els diferents pobles de la Ribera Alta i la Ribera Baixa— aquesta revista va passar a denominar-se Quaderns de Sueca i va continuar publicant-se, sempre vinculada a l'Arxiu, entre els anys 1980 i 2000, amb un total de 14 números es va convertir en una plataforma on els investigadors i estudiosos publicaven els seus treballs sobre Sueca en particular o sobre la Ribera en general.

## Edificis

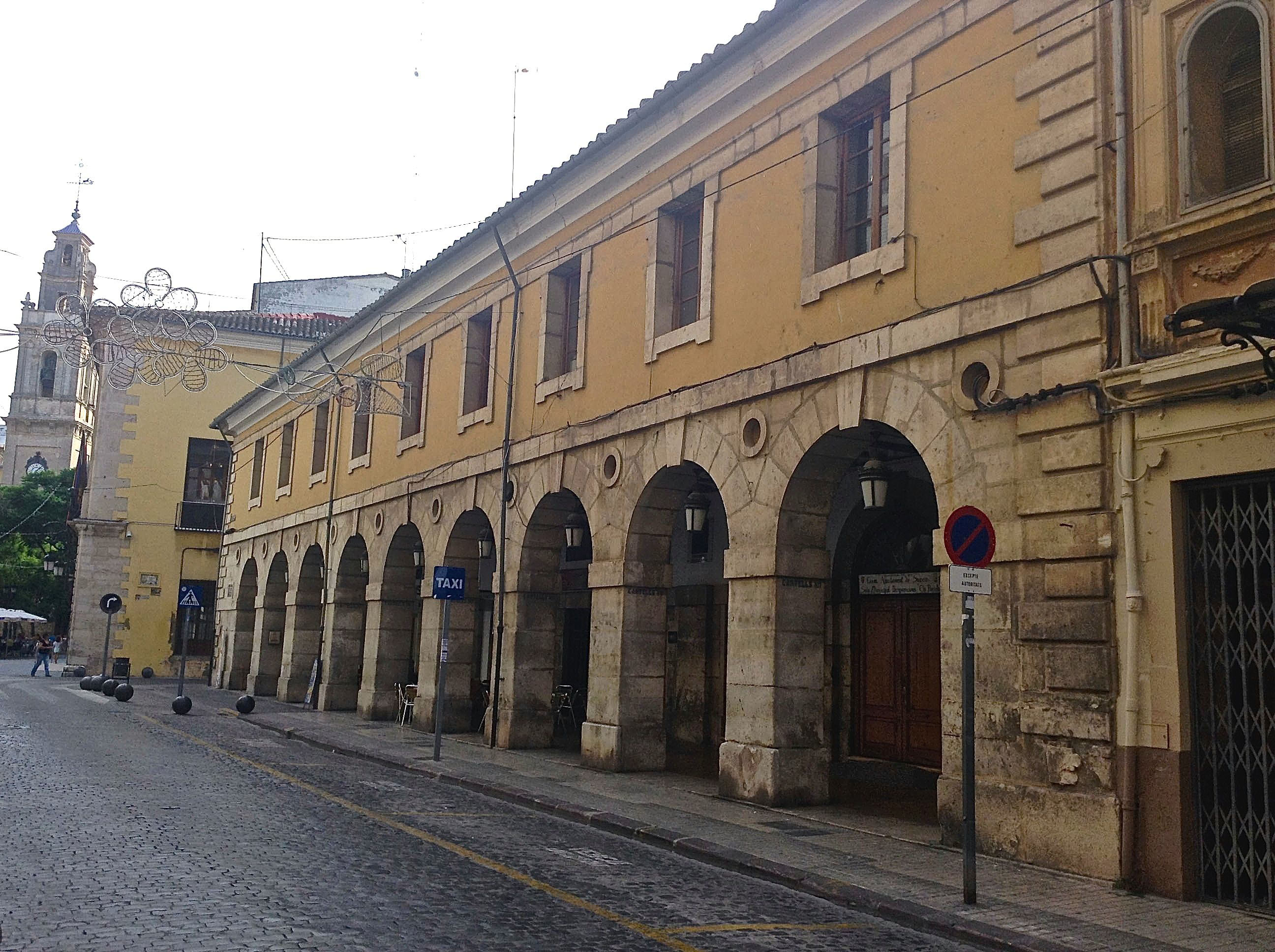
Els Porxets amb l'edifici de l'Ajuntament i el campanar de l'Església Parroquial de Sant Pere Apòstol al fons

Fins a finals del segle XX l'arxiu sempre comparteix espai amb el mateix ajuntament, però l'augment de la documentació va fer que a la casa consistorial només es mantinguera l'arxiu administratiu, mentre que la documentació històrica es va traslladar en 1993 a la primera planta de l'edifici conegut popularment com Els Porxets i situat enfront mateix de l'ajuntament. Sis anys després, a finals de 1999, es va traslladar a la seua ubicació actual a la segona planta del claustre de l'antic Convent dels Franciscans.

## Fons

### Fons municipal
El fons històric propi de l'Arxiu Municipal es divideix actualment en les següents seccions:
- Pergamins: de 1246 a 1686
- Justícia i Jurats: del segle xiv al xviii i que inclou Actes del Justícia, llibres d'administració dels jurats,... El llibre més antic és de 1457[16]
- Alcaldia i Secretaria General: a partir del segle xviii Actes capitulars, conciliació verbal i judicis de pau, multes governatives, protocol, pragmàtiques i ordres reials,...
- Estadística-Governació: des del segle xviii Padrons d'habitants, ordre públic, cèdules personals, milícies i quintes,...
- Intervenció-Tresoreria: Documentació relativa a l'administració econòmica de l'Ajuntament i de la Hisenda Local. El padró de riquesa més antic és de 1464
- Serveis Municipals: Des del segle xviii Administració dels serveis primaris i públics que són competència de l'Ajuntament.
- Acció Social o Serveis Socials: Subdividida en Sanitat, Beneficència, Culte i clero i Instrucció pública. Documentació a partir del segle xix, encara que alguns expedients de la subsecció de Culte i Clero es remunten a 1686
- Urbanisme: Públic i particular des del segle XVIII
- Cultura: comença en 1843 amb el llibre: "Cuentas de la festividad de la Virgen de Sales. 1843 a 1862”
- Recursos humans: expedients de personal des del segle XIX
- Falange: de 1939 a 1965
- Eleccions: a partir del segle XIX
- Medi ambient: segle XX

### Fons incorporat
A més del fons municipal l'Arxiu Històric conserva altres tres grans fons incorporats:
- El Fons nobiliari dels Boïl de la Scala, senyors de Manises.[17]
- El Fons de la Família Ferrando. Expedients personals de diversos membres d'aquesta família suecana d'arquitectes i agrimensors.
- El Fons del Jutjat de Primera Instància i Instrucció de Sueca.